# 法禅寺 (品川区)
法禅寺（ほうぜんじ）は、東京都品川区にある浄土宗の寺院。

## 概要
1384年（至徳元年）、械蓮社言誉定実によって開山された。1179年（治承3年）、浄土宗の開祖法然が東北地方で布教活動している金光坊に自分の肖像を送ろうとしたところ、この地で法然像が動かなくなってしまった。そのため草庵に安置したのが当寺の起源である。その後、言誉定実により寺院化して「法禅寺」を称するようになった。
1593年（文禄元年）、長蓮社英誉心阿により、江戸道三河岸（現・東京都千代田区大手町1・2丁目と丸の内1丁目の境界付近）に移転した。なお、元の品川にも寺が残されたので、結果として「法禅寺」を名乗る浄土宗寺院が二つ存在することになった。なお、移転した方の法禅寺は、戦後の1947年（昭和22年）に安民寺と合併し、「神田寺」を称することになった。
宝永年間（1704年～1711年）、江戸幕府5代将軍・徳川綱吉の生母桂昌院の帰依を受けていたこともあり、格式ある寺院として整備されることになった。

## 交通アクセス
- 北品川駅より徒歩5分（経路案内）。